# Landkreis Rostock

Distriktets administrativ indelning

Landkreis Rostock är ett distrikt (Landkreis) i det tyska förbundslandet Mecklenburg-Vorpommern.
Distriktet bildades efter en distriktsreform i Mecklenburg-Vorpommern 4 september 2011, genom en sammanslagning av distrikten Bad Doberan och Güstrow. Vid en folkomröstning bestämde befolkningen att distriktet får kallas Landkreis Rostock.
Distriktets huvudort är Güstrow. 
Staden Rostock tillhör inte distriktet och blev kreisfri efter distriktsreformen.  

## Administrativ indelning
I förvaltningsrättslig mening finns i modern tid ingen skillnad mellan begreppet Stadt (stad) gentemot Gemeinde (kommun). 
Distriktet Rostock delas in i tio amtsfria kommuner och tretton amt.

### Amtsfria städer och kommuner
- Bad Doberan, stad
- Dummerstorf, kommun
- Graal-Müritz, kommun
- Güstrow, stad
- Kröpelin, stad
- Kühlungsborn, stad
- Neubukow, stad
- Sanitz, kommun
- Satow, kommun
- Teterow, stad

### Amten i distriktet Rostock
| - Amt Bad Doberan-Land (Förvaltning i Bad Doberan) - Amt Bützow-Land (huvudort: Bützow) - Amt Carbäk (huvudort: Broderstorf) - Amt Gnoien (huvudort: Gnoien) - Amt Güstrow-Land (Förvaltning i Güstrow) - Amt Krakow am See (huvudort: Krakow am See) - Amt Laage (huvudort: Laage) | - Amt Mecklenburgische Schweiz (Förvaltning i Teterow) - Amt Neubukow-Salzhaff (Förvaltning i Neubukow) - Amt Rostocker Heide (huvudort: Gelbensande) - Amt Schwaan (huvudort: Schwaan) - Amt Tessin (huvudort: Tessin) - Amt Warnow-West (huvudort: Kritzmow) |